# Transport w Mińsku Mazowieckim
Mińsk Mazowiecki jest znaczącym węzłem drogowym i kolejowym.

## Transport kolejowy

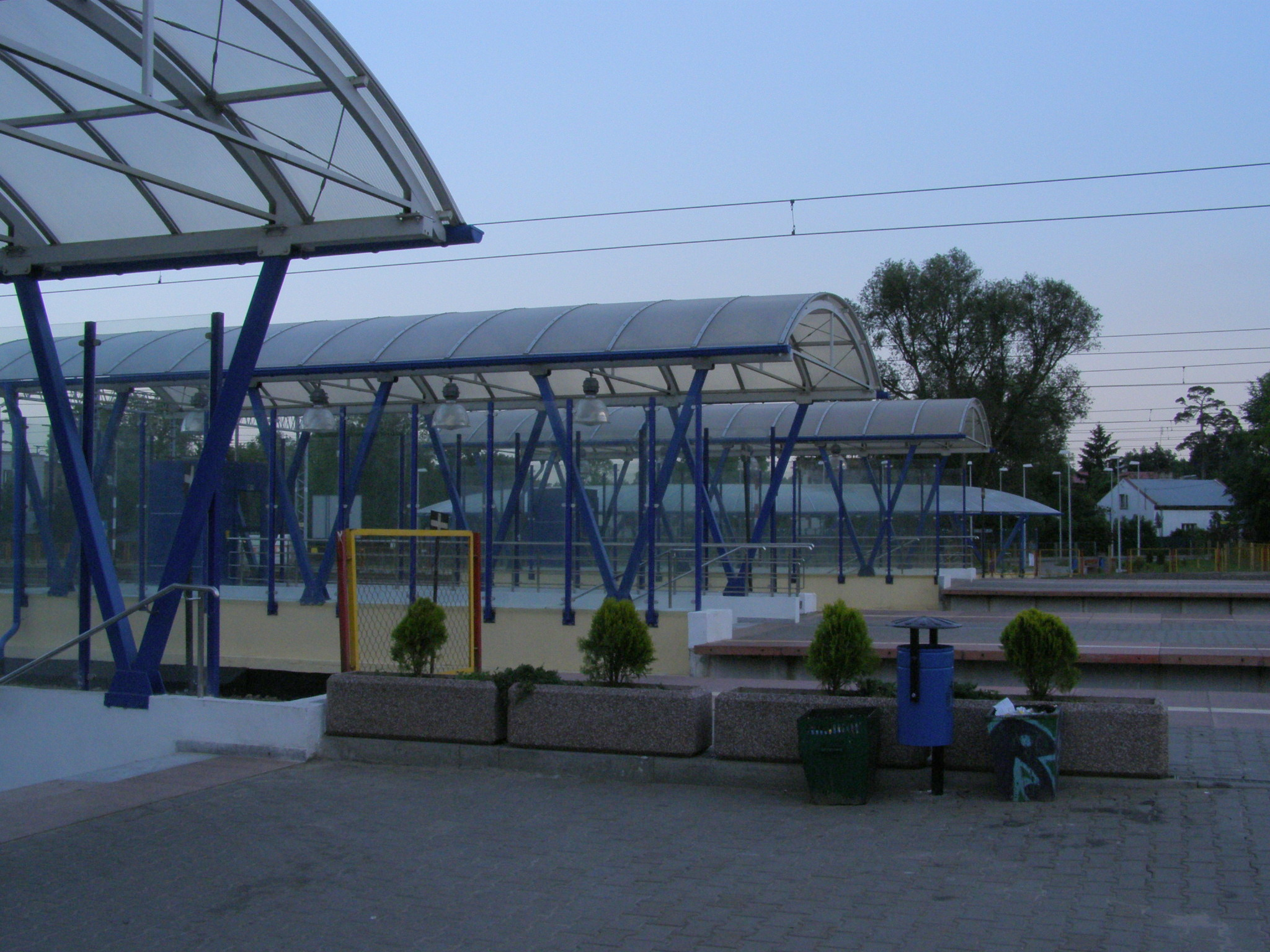
Stacja kolejowa

Linia kolejowa nr 2 (Warszawa - Terespol) łączy Mińsk Mazowiecki bezpośrednio z wieloma miastami:
- Warszawą,
- Sulejówkiem,
- Halinowem,
- Mrozami,
- Siedlcami,
- Łukowem,
- Międzyrzecem Podlaskim,
- Białą Podlaską,
- Terespolem.

Istnieje też druga linia kolejowa (Krusze – Pilawa), niemająca jednak dla miasta żadnego znaczenia. Kursują tam pociągi pospieszne i towarowe z/w kierunku Lublina. Pociągi te przejeżdżają przez Mińsk ze względu na ograniczoną przepustowość linii kolejowej nr 7 na jednotorowym odcinku Otwock - Pilawa. Po tej linii na północ od Mińska kursują tylko pociągi towarowe.

## Transport drogowy
Mińsk posiada niezależne od Warszawy połączenia z głównymi drogami krajowymi.
Północną obwodnicę miasta stanowi odcinek autostrady A2, fragment międzynarodowej drogi E30.
W samym mieście (i gminie) krzyżują się następujące drogi krajowe i wojewódzkie:

### Drogi i ulice
Droga krajowa nr 2
Droga krajowa nr 2 dla miasta stanowi przede wszystkim dojazd do Warszawy.
Prowadzi przez: Terespol-Międzyrzec Podlaski-Siedlce-Mińsk Mazowiecki-Warszawa-Świecko.
Droga krajowa nr 50
Droga krajowa nr 50 stanowi tranzytową obwodnicę Warszawy. Dla Mińska zaś zapewnia połączenia z najważniejszymi drogami krajowymi (z ominięciem zakorkowanej stolicy).
Prowadzi przez: Ciechanów-Płońsk (DK7), Sochaczew (DK92), Żyrardów (A2), Mszczonów (8), Grójec (7), Mińsk Mazowiecki-Ostrów Mazowiecka (8-Via Baltica).
Droga wojewódzka nr 802
Droga wojewódzka nr 802: Seroczyn (DW803)
Główne ulice
Ulice tworzące uprzywilejowane lub równorzędne szlaki komunikacyjne:
- ul. Warszawska (DK92) - przechodzi przez całe miasto od wschodu do zachodu, oddziela część północną, przechodzi przy obu głównych blokowiskach
- ul. Siennicka (DK802) - zaczyna się przy Starym Rynku, biegnie przy Błoniach (część głównego blokowiska), przechodzi przez tory kolejowe i od tego momentu znajdują się przy niej domki jednorodzinne
- ul. 1.PLM "Warszawa", ul. Mireckiego, ul. Konstytucji 3 Maja, ul. Jana Pawła II - ciąg komunikacyjny centrum - wschód, równoległy (na południu) do ul. Warszawskiej (również zakorkowany)
  - ul. Dąbrówki - dojazdy z blokowiska i sklepów do ul. 1.PLM "Warszawa", jej przedłużeniem jest droga powiatowa Mińsk Mazowiecki-Cegłów-Mrozy
- ul. Wyszyńskiego - przechodzi równoleżnikowo przez zachodnią część miasta i centrum, prowadzące do niej liczne dojazdy, czyniąc z niej ważną alternatywę dla wymienionych wyżej zakorkowanych ulic
  - ul. Tartaczna - połączenie ul. Wyszyńskiego i ul. Warszawskiej
  - ul. Orzeszkowej - j.w.
  - ul. Traugutta, ul. Limanowskiego - połączenie ul. Wyszyńskiego i ul. Mrozowskiej
    - ul. Spółdzielcza - połączenie ul. Traugutta i ul. Mireckiego
- ul. Budowlana, ul. Chełmońskiego, ul. Warszawskie Przedmieście - ciąg komunikacyjny równoległy (na północy) do ul. Warszawskiej
- ul. Kazikowskiego (i równoległa jednokierunkowa ul. Kościuszki), kawałek Warszawską, ul. 11 Listopada, ul. Boczna - ciąg komunikacyjny Centrum - Nowe Miasto
- ul. Kościelna, ul. Przemysłowa - przedłużenie ul Siennickiej na północny wschód, jej przedłużeniem jest droga powiatowa Mińsk Mazowiecki-Jakubów-Dobre
- ul. Mrozowska, ul. Sosnkowskiego, ul. Chróścielewskiego - Zatorza i Kędzierak, oraz połączenie ul. Siennickiej z drogą krajowa nr 50 (ograniczenie ruchu pojazdów ciężarowych)

Uwaga: Pominięto tu ulice ważne dla miasta, ale niestanowiące szlaków komunikacji samochodowej (podporządkowane).

### Obiekty architektury drogowej
Mosty i przejazdy 
W miejscu gdzie ulice Mrozowska i Limanowskiego biegną wzdłuż torów (po różnych stronach), a rzeka Srebrna przecina obie ulice i linię kolejową, znajduje się obiekt składający się z:
- dwóch mostów
- dwóch dróg jednokierunkowych łączących obie ulice po obu stronach rzeki
- wiaduktu kolejowego nad rzeką i obiema drogami łączącymi

Mosty (na rzece Srebrnej od góry rzeki):
- most w ciągu ul. Budowlanej, na północ od Parku im. Dernałowiczów
- most w ciągu ul. Warszawskiej, na południe od Parku im. Dernałowiczów
- most im. Jana Himilsbacha w ciągu ul. Mireckiego
- wspomniany wyżej obiekt przy ul. Mrozowskiej i Limanowskiego
- most w ciągu ul. Łąkowej (dojazd do zakładów)
- most w ciągu drogi krajowej nr 50

Jest też kilka małych mostów na granicy miasta.
Przejazdy kolejowo-drogowe w ciągu linii kolejowej nr 2 (od zachodu):
- wspomniany wyżej obiekt przy ul. Mrozowskiej i Limanowskiego
- na ul. Siennickiej (z dróżnikiem)
- na ul. Klonowej (automatyczny)

Przejazdy kolejowo-drogowe w ciągu linii kolejowej nr 13 (od północy):
- wiadukt (tor nad drogą) w ciągu ul. Warszawskiej
- wiadukt/tunel (tor nad drogą, stara konstrukcja murowana) w ciągu ul. Sosnkowskiego i Chróścielewskiego
- wiadukt (tor nad drogą) w ciągu ul. Wiejskiej i Osiedlowej (droga gruntowa)

(pominięto przejazdy o niskim prześwicie)
Poza miastem:
- dwa duże wiadukty (droga nad torami): drogi krajowej nr 50, oraz zjazdu z niej, znajdują się na zachód od miasta
- niewielki tunel pod torami znajduje się przy drodze na Barczącą
- na drodze Mińsk-Gliniak znajduje się most na rzece Srebrnej, z którego musieli korzystać mieszkańcy przed powstaniem przejazdu Mrozowska-Limanowskiego

 Ronda 
Obecnie znajduje się tu 19 rond, czyli na mieszkańca przypada ich więcej niż w Rybniku.
Pierwsze rondo zbudowano na skrzyżowaniu ulic Konstytucji 3 Maja i Kazikowskiego, jest ono rondem średniej wielkości. Największe rondo znajduje się na skrzyżowaniu ulic Budowlanej i Chełmońskiego. Większość z pozostałych to typowe ronda osiedlowe.
Ronda alfabetycznie według nazwy
| Ulice                                         | Nazwa                                      |
| --------------------------------------------- | ------------------------------------------ |
| Kazikowskiego, Wyszyńskiego                   | Rondo Bitwy Warszawskiej 1920 r.           |
| 11 Listopada, Chełmońskiego                   | Rondo Juliana Ceglińskiego                 |
| Wyszyńskiego, Tartaczna                       | Rondo Haliny Chorobińskiej                 |
| Kościuszki, Piękna, Daszyńskiego              | Rondo Romana Dmowskiego                    |
| Budowlana, Kościelna                          | Rondo Księdza Józefa Dziąga                |
| Chełmońskiego, Szczecińska                    | Rondo Zygmunta Glogera                     |
| Konstytucji 3 Maja, Kazikowskiego             | Rondo Generała Józefa Hallera              |
| Jana Pawła II, Kopernika                      | Rondo Konstantego Laszczki                 |
| 11 Listopada, Topolowa                        | Rondo Porucznika Stanisława Maciejewskiego |
| I PLM "Warszawa", Dąbrówki                    | Rondo Jana Mizikowskiego                   |
| Dąbrówki, Grzeszaka                           | Rondo Rotmistrza Witolda Pileckiego        |
| Kościuszki, Wyszyńskiego                      | Rondo Księdza Jerzego Popiełuszki          |
| Konstytucji 3 Maja, Kościuszki, Jana Pawła II | Rondo Michała Sławińskiego                 |
| Chełmońskiego, Budowlana, Jasna               | Rondo NSZZ Solidarność                     |
| Kazikowskiego, Daszyńskiego                   | Rondo Sybiraków                            |
| Warszawska, DK50                              | Rondo Żołnierzy Wyklętych                  |
| Kościelna, Przemysłowa, Żwirowa               |                                            |
| Langiewicza, Wyspiańskiego, Łąkowa            |                                            |
| Topolowa, Tuwima                              |                                            |

 Sygnalizacja świetlna 

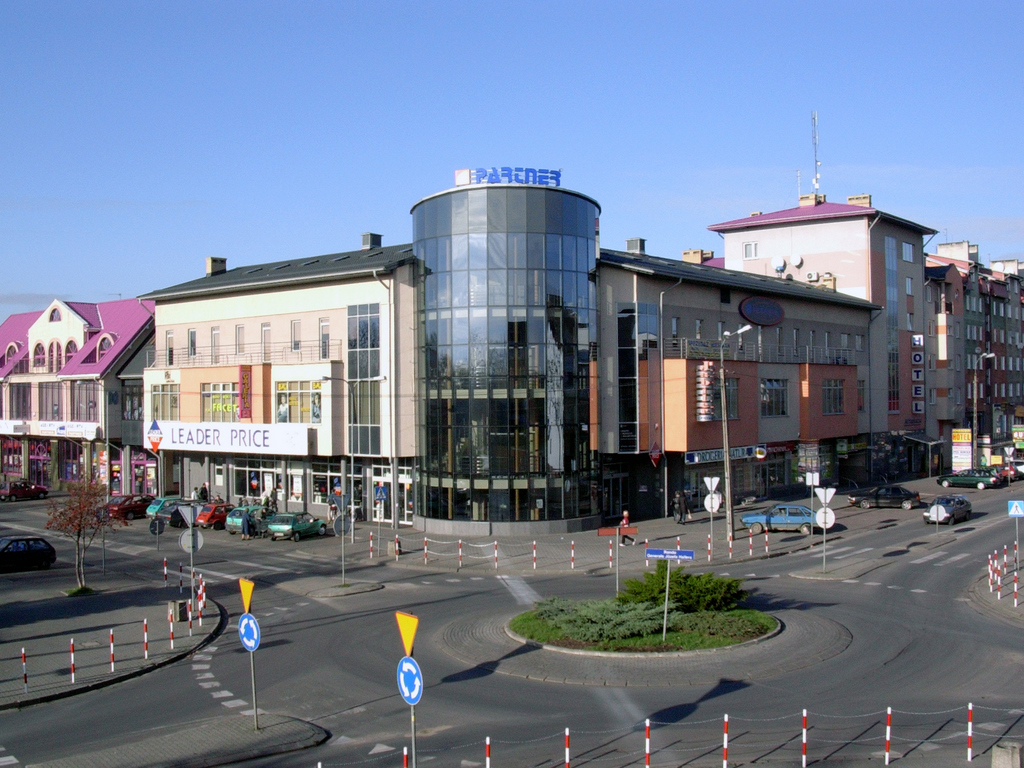
Rondo Hallera

- ul. Warszawska (droga krajowa nr 2)
  - z ul. Tartaczną/ul. Sienkiewicza
  - z ul. Kościuszki/ul. 11 Listopada
  - z ul. Kazikowskiego/ul. Bankową
  - z ul. Siennicką/ul. Kościelną
  - z ul. Mickiewicza/ul. Bolesława Chrobrego
- ul. Kołbielska (droga krajowa nr 50) z ul. Chróścielewskiego/ul. Smoleńskiego
- ul. Siennicka (droga wojewódzka nr 802) z ul. Mireckiego/ul. 1. Pułku Lotnictwa Myśliwskiego "Warszawa"

Istnieją także światła w miejscach przejść dla pieszych (ul. Warszawska: przy skrzyżowaniach z ul.: Kopernika, Parkową, Bulwarną i przy Zarządzie Dróg Powiatowych; także ul. Sosnkowskiego przy przejściu podziemnym przez tory).

## Transport autobusowy

### Komunikacja miejska
Mińsk Mazowiecki posiada autobusową komunikację miejską obsługiwaną od 01.01.2024 przez miejską spółkę Zarząd Dróg i Transportu Miejskiego w Mińsku Mazowieckim Sp. z o.o. Obecnie utrzymywane są 4 linie komunikacyjne.
Tabor komunikacji składa się obecnie z 11 autobusów.
MAN NL326 Lion`s City 12 E (6 sztuk)
Solaris Urbino 12 (5 sztuk)

### Pozostali przewoźnicy
Ponadto, transport autobusowy na terenie miasta i powiatu zapewniają:
- PKS w Mińsku Mazowieckim - cały powiat, regularna linia do Warszawy
- BAGS - najdłuższa trasa po mieście oraz gminy Dobre i Jakubów, regularna linia do Warszawy
- Rapit - gminy Siennica i Latowicz, nieliczne kursy do Warszawy
- Rorbi-Tour - gminy Cegłów i Mrozy, nieliczne kursy do Warszawy
- inni przewoźnicy (kilka PKS-ów oraz prywatni) zapewniają przelotowe połączenia głównie wzdłuż drogi krajowej nr 2

Największa liczba autobusów obsługuje Dworzec (dworzec PKS i pętla przewoźników prywatnych) oraz przystanek na ul. Kazikowskiego. Ogółem na terenie miasta znajduje się kilkadziesiąt przystanków autobusowych z bardzo zróżnicowanym zagęszczeniem połączeń (od linii regularnych do kilku autobusów dziennie).

## Połączenie z Warszawą
Mińsk Mazowiecki leży 20 km na wschód od dzielnicy Warszawa-Wesoła. Miasto jest częścią aglomeracji warszawskiej, a transport między Mińskiem a Warszawą jest na podobnym poziomie jak z innymi miastami wchodzącymi w jej skład:
- droga krajowa nr 2, odcinek Mińsk Mazowiecki – Warszawa, długość trasy: 21 km
- pociąg Kolei Mazowieckich: dworzec w Mińsku Mazowieckim – dworzec Warszawa Śródmieście (metro Warszawa Centrum), czas podróży: 30-49 minut
- pociąg PKP: dworzec w Mińsku Mazowieckim – dworzec Warszawa Centralna, czas podróży: 28-35 minut

Liczba połączeń z dworca w Mińsku do centrum Warszawy jest następująca:
- Koleje Mazowieckie - 50 pociągów (w tym 6 przyspieszonych)
- BAGS - 44 autobusy
- PKP Intercity - 4 pociągi

## Inne sąsiednie miasta

### Powiat wołomiński
- Wołomin - siedziba sąsiedniego powiatu, dojazd DK50 do Stanisławowa, a następnie drogami lokalnymi. Niewiele bezpośrednich autobusów, możliwy dojazd pociągiem przez Warszawę Rembertów lub Wschodnią i Wileńską (przejazd tramwajem nr 13)
- Zielonka - miasto w powiecie wołomińskim, graniczy z gminą Sulejówek (powiat miński), jednak specyfika tego miasta jest taka, że większość jego powierzchni stanowią lasy, zaś do jego centrum najłatwiej jest dojechać przez Wesołą, możliwy także dojazd pociągiem jak do Wołomina

### Powiat otwocki
- Otwock - siedziba sąsiedniego powiatu, dojazd przez DK2, a następnie DW721 (przez Józefów). Możliwy również dojazd pociągiem przez Warszawę Wschodnią
- Józefów - miasto w powiecie otwockim (pomiędzy Otwockiem a Warszawą), dojazd przez DK2, a następnie DW721. Możliwy również dojazd pociągiem przez Warszawę Wschodnią

### Powiat miński
- Sulejówek - drugie co do wielkości miasto w powiecie mińskim, najłatwiej z Mińska dojechać pociągiem, można również DK2
- Halinów - trzecie co do wielkości miasto w powiecie mińskim, dojazd tak samo jak do Sulejówka (bliżej)
- Mrozy - czwarte co do wielkości miasto w powiecie mińskim, dojazd pociągiem lub lokalnymi drogami
- Kałuszyn - piąte co do wielkości miasto w powiecie mińskim, dojazd DK2, dużo bezpośrednich autobusów

### Kierunek wschodni
Najbliższymi miastami powiatowymi na wschodzie są Siedlce i Węgrów, jednak leżą one w znacznie większych odległościach niż wymienione powyżej.